# Guddahalli, Bangalore North
Guddahalli là một làng thuộc tehsil Bangalore North, huyện Bangalore Urban, bang Karnataka, Ấn Độ.